# Madden NFL 21
 (août 2020).
Le contenu est difficilement compréhensible vu les erreurs de traduction, qui sont peut-être dues à l'utilisation d'un logiciel de traduction automatique.
Madden NFL 21 est un jeu vidéo de football américain basé sur la Ligue nationale de football (NFL), développé par EA Tiburon et publié par Electronic Arts. Il s’agit d’un opus de la série de longue date Madden NFL. Publié pour Microsoft Windows, PlayStation 4 et Xbox One, et également disponible sur les consoles PlayStation 5 et Xbox Series; le jeu est aussi disponible sur Google Stadia depuis le 28 janvier 2021. Un essai du jeu est proposé par Google, du 28 janvier au 1er février 2021.

## Version
Le jeu est sorti sur Microsoft Windows, PlayStation 4, et Xbox One le 28 août 2020. Le jeu a été officiellement annoncé le 7 mai 2020, et il a également été annoncé que le jeu serait disponible sur les consoles à venir PlayStation 5 et Xbox Series lors de leur sortie prévue pour fin 2020. Le jeu est disponible sur Stadia depuis le 28 janvier 2021.

## Système de jeu
Madden NFL 21 comprendra de nouvelles mécaniques de gameplay innovantes qui offrent des niveaux avancés de contrôle et d’inspirer la créativité des deux côtés de la balle. Le nouveau système de porteur de balle de compétence de bâton donnera à l’utilisateur tout le contrôle, les mouvements frais de ruée vers la passe seront introduits. Les améliorations apportées aux besoins créeront plus de réalisme en champ ouvert, et il y aura de nouvelles célébrations contrôlées par l’utilisateur. Ceci, avec la date de sortie, a été révélé dans la description d’une vidéo de premier regard initialement mis à la première sur Juin 1,mais a été retardée jusqu’au 16 Juin en raison des protestations George Floyd. 

## Critique
Le 16 juin 2020, la bande-annonce de Madden NFL 21 a été publiée et diffusée par les critiques et les joueurs, qui n’ont noté aucun nouveau changement apparent aux versements précédents et ont qualifié le jeu de « mise à jour de la liste de 60 $ ». Quelques jours plus tard, le 30 juin 2020, EA annonce de nouvelles fonctionnalités pour le mode franchise, qui ont également été Les utilisateurs affirment qu’aucun changement n’a été apporté au mode franchise ces dernières années, et a pris à Twitter pour exprimer leur frustration. Le hashtag « #FixMaddenFranchise » est devenu le plus consulté sur Twitter aux États-Unis le 1er juillet 2020, avec plus de 100 000 tweets en 24 heures.